# サラリーマン新党
サラリーマン新党（サラリーマンしんとう）は、昭和・平成期における日本の政党・政治団体。略称はサラ新。
1983年（昭和58年）、全国サラリーマン同盟の青木茂らにより結成。青木が党代表となった。機関紙は「サラリスト」。1992年以降、実質的な政治活動は行わず、2010年に解散した。なお福岡県では、その後も党員により、サラリーマン新党を名乗った政治活動が行われていた。

## 党史

### 結党
1969年（昭和44年）4月13日、中村武志や青木茂を中心として全国サラリーマン同盟が結成された。
1982年（昭和57年）8月18日、参議院選挙の全国区が比例代表区に変わることが決まり、無所属での立候補ができなくなった。そこで立候補するため便宜上の政党（制度上は確認団体）が多く結成された。そうした中で全国サラリーマン同盟は、不公平税制の打破を政策目標に1983年（昭和58年）1月29日にサラリーマン新党の事実上の旗揚げを行い、1983年5月8日に正式に結党した。

### 源泉徴収の撤廃
サラリーマンの（広義では年収2000万円以下の全給与所得者の）ほとんどは、源泉徴収により所得税などの税金を自動的に天引きされている。また、サラリーマンには必要経費が認められず、確定申告が行える医師や自営業者などより収入では劣るのに、納税額は逆に高い「不公平税制になっている」と主張した。元々サラリーマンには源泉徴収によって、高率で税を捕捉されている（いわゆるクロヨン、トーゴーサンピン）との不満があった。元来は労働組合がサラリーマンの政治的立場を代弁する勢力と目されていたが、会社に労働組合がなかったり管理職だったりなどの理由で労働組合に加入していないサラリーマンが存在したこと等から、サラリーマンは自らの政治的立場を代弁する勢力が存在しないと認識する者もいた。
サラリーマン新党はこうした不公平税制の是正を掲げ、「給料日の怒りを国会へ」、「スーツ代を必要経費に」をスローガンとして訴え、1983年の参院選では青木と八木大介（本名は木本平八郎）が2議席を獲得し注目を浴びた。選挙後に召集された臨時国会では、福祉党と共に統一会派「参議院の会」を結成した。
1986年の参院選でも平野清が1議席を獲得した。さらに、当選には及ばなかったが、1983年の衆議院選挙では東京4区に佐々木清成を、1986年の衆議院選挙では東京11区に吉田勉（のち自民党町田市議会議員を務めた）を擁立した。地方選挙にも参加し、首長選挙では党推薦候補を支援。議会選挙においては公認候補を擁立し、議席を獲得した。
サラリーマン新党の訴えは、給与所得控除の増額という形で一定の成果を見た（個別に必要経費を算出するのが困難であるとの理由で、給与所得に応じて概算した経費を控除する方法である）。実質的には、自営業者などよりもむしろ有利になったとの指摘もある。

### 党勢衰退
しかし、源泉徴収でサラリーマンから徴税する制度の根本は、効率が高いため変えられなかった。確定申告に統一することはもちろん、その拡大も事実上果たせなかった。加えて一口にサラリーマンといっても、高額所得者と低額所得者、大企業社員と中小企業社員の利害は必ずしも一致せず、また党自体も野党的立場をとりながらも大企業から積極的に政治献金を募るなど自民党的体質を示し、社会党には「保守」、自民党には「革新」と批判されるなど、政治的立場は不安定であった。また新党のインパクトが薄れ、支持が落ちていったことも衰退の理由だった。
1989年の参院選の直前に八木が離党、さらに元副代表の佐々木清成が同名の政党で立候補の動きを見せる（結局、佐々木らは立候補を断念）など分裂状態になり、折りしも社会党の土井ブームの煽りを受け、現職の青木代表を含め全員落選の憂き目を見た。落選した青木に代わり平野が党代表になるものの、翌年に平野も自民党に移籍、国政の議席を失ったが、元摂津市長の井上信也（衆議院議員井上一成の弟）を中心に活動を続けた。

### 活動休止
1992年の第16回参議院議員通常選挙では党としての独自候補擁立を見送り、井上代表は社会党の比例代表区から立候補するも落選した。また青木は江田五月らに誘われ社民連から立候補したが落選した。以降、党としての活動は見られなくなった。しかし1987年の統一地方選挙福岡県大野城市議会議員選挙にサラリーマン新党公認で立候補し当選、更に1991年に再選した行政書士の野黒美正壱（正一）が1992年以降も引き続きサラリーマン新党を名乗り、同党福岡県本部長として活動（所属政党として「サラリーマン新党福岡県本部」と届け出）。「福岡県本部」という政党支部を示す党名を称していたものの、事実上野黒美個人の活動が主であり、地域政党のような組織構築には至らなかった。ただ書類上サラリーマン新党自体が存続していたこともあり、野黒美は福岡県内の同党党員・支持者・関係者らと連絡を取り続け、会合なども催している。1995年には3選を果たした。1999年には落選し、2003年には不出馬となるも、2007年の大野城市議会議員選挙に再び「サラリーマン新党福岡県本部」を名乗って立候補し4選。サラリーマン新党全国唯一の議席を獲得した（市議会では会派には属さず無所属で活動した）。

### 解散
2010年にサラリーマン新党は解散したが、野黒美は2011年の大野城市議会議員選挙に5選を目指し「サラリーマン新党福岡県本部」を名乗って立候補した。しかし落選に終わり、サラリーマン新党が獲得した最後の議席は消滅した。更に野黒美は2015年・2019年の大野城市議会議員選挙に「サラリーマン新党福岡県本部」を名乗って立候補したが落選、議席の回復はならなかった。2016年1月、代表者の青木が死去した。その後2022年現在、「サラリーマン新党福岡県本部」は野黒美を代表者とする政治団体として存続している。

#### 解散時の党役員
- 代表者　青木茂
- 会計責任者　中村賢一郎

（参考文献：『政治団体名簿（平成19年版）』財団法人地方財務協会）

#### 解散時の党勢
- 国会議員：0人
- 地方自治体首長：0人
- 地方自治体議員：1人

## 党勢の推移
| 選挙         | 当選/候補者 | 定数 | 備考 |
| ------------ | ----------- | ---- | ---- |
| （結党時）   | 0/-         | 511  |      |
| 第37回総選挙 | 0/1         | 511  |      |
| 第38回総選挙 | 0/2         | 512  |      |

| 選挙           | 当選/候補者 | 非改選 | 定数 | 備考 |
| -------------- | ----------- | ------ | ---- | ---- |
| （結党時）     | 0/-         | -      | 252  |      |
| 第13回通常選挙 | 2/10        | 0      | 252  |      |
| 第14回通常選挙 | 1/9         | 2      | 252  |      |
| 第15回通常選挙 | 0/10        | 1      | 252  |      |

（参考文献：石川真澄（一部山口二郎による加筆）『戦後政治史』2004年8月、岩波書店・岩波新書、ISBN 4-00-430904-2）
- 当選者に追加公認は含まず。追加公認には会派に加わった無所属を含む。